# Desmaisières

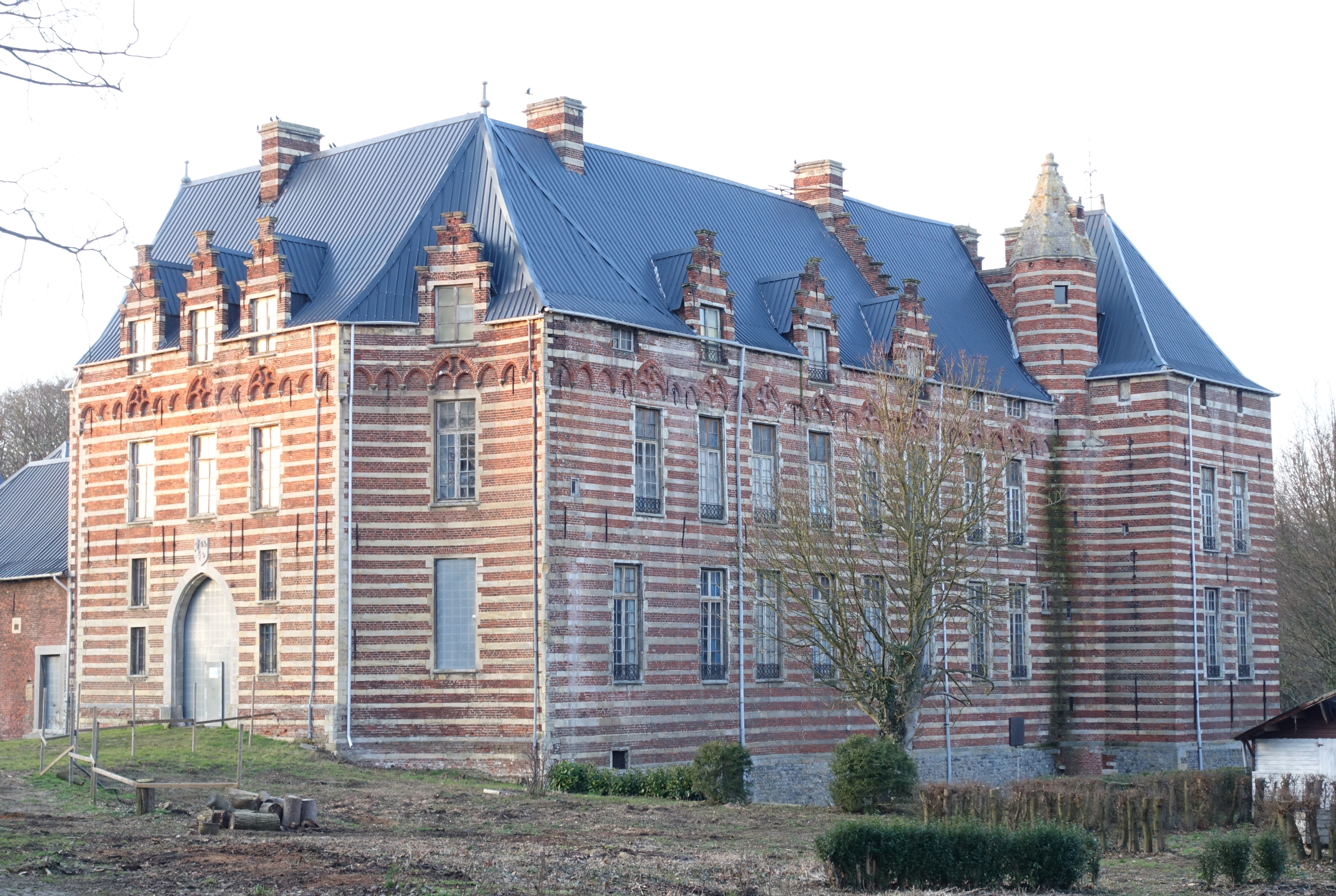
Het kasteel van Heers

Desmaisières is een zeventiende-eeuws adellijk geslacht dat sinds 1888 tot de Belgische adel behoort. De familie was nauw verbonden aan het kasteel van Heers.

## Geschiedenis
De bewezen stamreeks begint met Andriès Desmaisières die samen met zijn echtgenote voorkomt in een akte van 1439, tevens eerste vermelding van een telg van dit geslacht.
In 1646 en 1672 werd adel verleend met de persoonlijke titel van ridder aan Jean Desmaisières en aan zijn zoon Jacques Desmaisières. In 1888 volgde erkenning van adeldom in de Belgische adel met de titel van burggraaf, overdraagbaar bij eerstgeboorte, voor Eugène Desmaisières. In 1908 volgde eenzelfde adellijke gunst voor zijn zoon Camille Desmaisières, welke laatste kinderloos overleed.
In 2020 waren er nog 2 mannelijke telgen in leven, de 'chef de famille' Ricardo, geboren in 1931 en zijn zoon Antoine, geboren in 1987.

### Wapenbeschrijvingen
- 1888: "D'argent, au lion de sable, armé et lampassé de gueules, couronné d'or. L'écu surmonté de la couronne de vicomte pour le titulaire, et pour les autres descendants d'un heaume d'argent, couronné, grillé, colleté et liseré d'or, doublé et attaché de gueules, aux lambrequins d'argent et de sable. Cimier: un arbre au naturel. Supports: deux lions d'or contournés, armés et lampassés de gueules, couronnés d'or."
- 1908: "In zilver, een rood genagelde en getongde, goud gekroonde, zwarte leeuw. Het schild gedekt met een goud gekroonden, getralieden, gehalsbanden en omboorden, zilveren helm, gehecht en gevoerd van rood, met dekkleeden van zilver en zwart. Helmteeken: een boom in natuurlijke kleur. Het schild voor [de titularis] daarenboven overdekt met eene burggravenkroon. Schildhouders: twee omgewende, goud gekroonde, gouden leeuwen."

## Enkele telgen
- Léandre Desmaisières (1794-1864), industrieel, volksvertegenwoordiger, minister en gouverneur van Oost-Vlaanderen, trouwde met Anne-Isabelle de Ghendt (1794-1864).
  - Eugène burggraaf Desmaisières (1823-1888), diplomaat, burgemeester van Heers en provincieraadslid van Limburg, trouwde in 1859 in Ukkel met barones Valerie de Wal (1831-1906), weduwe van baron Arthur de Woelmont.
    - Albert burggraaf Desmaisières (1860-1906), burgemeester van Heers, trouwde in 1899 met gravin Claire Christyn de Ribaucourt (1874-1951), dochter van graaf Adolphe Christyn de Ribaucourt, diplomaat, burgemeester van Perk en senator. Ze kregen twee zoons en twee dochters.
      - Maria de las Mercédès Desmaisières (1900-1982), trouwde in 1920 in Elsene met graaf Georges de Meeûs d'Argenteuil (1891-1988). Ze kregen vier zoons en twee dochters, met afstammelingen tot heden.
      - Madeleine Desmaisières (1901-1988), trouwde in 1920 in Heers met baron Joseph Powis de Tenbossche (1886-1965), burgemeester van Elen. Ze kregen vijf zoons en een dochter, met afstammelingen tot heden.
      - Antoine burggraaf Desmaisières (1903-1971), ridder in de Orde van Malta, trouwde met Maria del Carmen de Rojas y Solis (1905-1996), dochter van Ricardo de Rojas y Solis, markies van Tablantes. Ze kregen twee zoons en een dochter, met afstammelingen tot heden.
        - Michel burggraaf Desmaisières (1929-2014), was in 2005 nog bewoner van het kasteel van Heers, trouwde in 1970 met prinses Anne de Looz-Corswarem (1947). Het huwelijk bleef kinderloos en ze scheidden in 1978.
        - Ricardo burggraaf Desmaisières (1931), laatste bewoner van het kasteel van Heers, trouwde in 1983 met Marie-Françoise de Troz (1947).
          - Jhr. Antoine-Emmanuel Desmaisières (1987), in 2020 ongehuwd.

      - Albert Desmaisières (1906-1985), priester in de Congregatie van het Heilig Sacrament.

    - Camille burggraaf Desmaisières (1862-1921), burgemeester van Heers, provincieraadslid van Limburg, volksvertegenwoordiger en senator, trouwde met gravin Claire Christyn de Ribaucourt, weduwe van zijn broer Albert. Het huwelijk bleef kinderloos.

## Adellijke allianties
- De Wal (1859)
- Christyn de Ribeaucourt (1899 en 1908)
- De Meeûs d'Argenteuil (1920)
- Powis de Tenbossche (1920)
- De Looz-Corswarem (1972)

## Voormalige bezitting
- Kasteel van Heers